# Łagodne napadowe zawroty głowy
Łagodne napadowe zawroty głowy – rozpoznanie z grupy zespołów epizodycznych.
Łagodne napadowe zawroty głowy zaliczają się do zespołów epizodycznych, określanych wcześniej mianem dziecięcych zespołów okresowych, stanowiących ekwiwalent migreny, wraz z kolkami niemowlęcymi, łagodnym napadowym kręczem szyi czy zespołem cyklicznych wymiotów. W Międzynarodowej Klasyfikacji Bólów Głowy (wersja 3 β) figuruje pod numerem A 1.6.2.
Zaburzenie to objawia się występowaniem pojawiających się nagle, bez objawów prodromalnych, krótkotrwałych zawrotów głowy. Mogą występować takie towarzyszące objawy, jak nudności, wymioty, bladość, oczopląs, nadmierna potliwość, fotofobia, fonofobia. Dziecko często reaguje lękiem. Mogą zdarzyć się upadki i ataksja, ale świadomość pozostaje jasna. Objawy te trwają od sekund do godzin – średnio 5 minut. Ustępują one bez zastosowania żadnego leczenia. Mają jednak nawracający charakter.
Międzynarodowa Klasyfikacja Bólów Głowy w wersji 3 beta proponuje kryteria pozwalające postawić takie rozpoznanie. Stwierdzić trzeba 5 epizodów zawrotów głowy o opisanych dalej cechach: pojawiające się bez objawów przepowiadających, z największym nasileniem na początku, trwające kilka minut-godzin bez zaburzeń świadomości, ustępujące bez leczenia, z przynajmniej jednym objawem towarzyszącym (oczopląs, ataksja, wymioty, strach, bladość), bez nieprawidłowości w badaniu neurologicznym ani audiometrycznym, ani dotyczących działania jąder przedsionkowych między napadami. W różnicowaniu uwzględnia się napadową ataksję, migrenę, padaczkę, guzy nerwu przedsionkowo-ślimakowego bądź kąta móżdżkowo-mostowego, infekcje, urazy głowy, łagodne ułożeniowe zawroty głowy, chorobę Meniere’a, wodniaka endolimfatycznego i zapalenie nerwu przedsionkowego. W diagnostyce uwzględnia się EEG, MR, CT, badanie audiometrii i otoemisji akustycznej, próby błędnikowe i badania laboratoryjne.
Problemy takie zazwyczaj zaczynają się w 2. do 4. roku życia dziecka i trwają do 5–6. roku. W tym okresie nawracają z różną częstością. Mogą przypominać o sobie codziennie, a mogą również objawiać się raz na kilka miesięcy. Podejrzewa się, że rozpoznanie to może być wczesnym przejawem migreny podstawnej. Postuluje się rolę genu CACNA1A w powstawaniu łagodnych napadowych zawrotów głowy.
Nie istnieje leczenie łagodnych napadowych zawrotów głowy.